# نزاع تشو وهان
نزاع تشو وهان (206–202 ق. م) هو فترة خلوِّ العرش من التاريخ الصيني خلال الفترة الفاصلة بين سلالة تشين وسلالة هان. قام القائد الحربي شيانغ يو عقب انهيار سلالة تشين عام 206 ق.م بتقسيم إمبراطورية تشين السابقة إلى ثمانية عشر مملكة. ظهرت قوتان كبيرتان متنافستان، ألا وهما تشو الغربية وهان اللتان خاضتا في نزاع عسكري للسيطرة على التراب الصيني. كانت تشو الغربية تحت قيادة شيانغ يو، أما هان فقادها غاوزو. انتهت الحرب في عام 202 ق. م بانتصار هان، ليعلن غاوزو نفسه أول إمبراطور على سلالة هان.

## الخلفية
قامت دولة تشين بتوحيد الصين عام 221ق.م من خلال غزوها للدول الكبرى الستة الأخرى وتأسيسها لأسرة تشين، ومع هذا لم تستمر السلالة القمعية والتي لم تُلاقي أي شعبية سوى أربعة عشر عاماً. بدأ القائد تشن شنغ والقائد وو غوانغ عام 209 ق.م انتفاضة دازوشيانغ [الإنجليزية] (大泽乡起义) للإطاحة بحكم سلالة تشين وعلى الرغم من سحقها فقد اندلعت عدة ثورات جديدة خلال السنوات الثلاثة اللاحقة، وظهر العديد من المطالبين بالعرش من الدول السبعة المتحاربة السابقة، وكان أكثرهم قوةً هو ولاية تشو.
فاز شيانغ يو بدعم العديد زعماء التمرد بعد فوزه على جيوش تشين في معركة جولو ليصبح زعيما فعليا لزعماء التمرد وقسم شيانغ يو أراضي تشين الساقطة إلى ثمانية عشر مملكة
وأعطى الملك هواي التاني من تشو لقب أكثر شرفا وهو الإمبراطور يي من تشو.

## تأسيس هان
أثناء بداية الحرب قام الملك يي من تشو بإعطاء الوعد الذي نص على أن كل من يدخل ولاية غوانغ زونغ أخر أراضي تشين سيصبح ملكا هناك فنفذ ليو بانغ وعد الملك وحاصر مدينة شيانغ يانغ عاصمة تشين وبعد فوز شيانغ يو في معركة جولو غضب شيانغ يو من هذا وقاد نحو 30.000 جندي للتوجه نحو شيانغ يانغ وعندما عرف ليو بانغ بهذا أمر قواته بالانسحاب.
دخل شيانغ يو عاصمة تشين وقتل هناك زي ينغ أخر أباطر تشين وقام بإعدام جميع أفراد الأسرة المالكة وقام بإحراق قصر إيبانغ الكبير وانسحب عائدا نحو العاصمة بعد إقامة احتفال يدعى بالعيد في بوابة هونغ وبعد التقسيم حرم شيانغ يو ليو بانغ من لقبه وبدلا من تنصيبه ملكا على شيانغ يانغ قام بإعطاءه مقاطعة سيتشوان وجعل ليو بانغ من مدينة باشو عاصمة له وأعطى شيانغ يو السيادة على غوانغ زونغ إلى جنرالات خانوا أسرة تشين وتركوا الأسرة تواجه مصيرها وهم الجنرال تشانغ هان ودونغ يي وسيما شين وأصبحوا يعرفون باسم الثلاثة تشين

## ثورات مملكة تشي
في ولاية تشين لم يرضى تيان رونغ عن كيفية تقسيم شيانغ يو للإراضي بين الحكام فهاجم لياودونغ وهيبي وأعلن توسعة أراضي تشي شعر شيانغ يو بالتهديد لذلك قاد قواته لمهاجمة تيان رونغ.

## الإطاحة بالتشين الثلاثة
في حين تورط شيانغ يو في الحرب مع تشي
إستغل ليو بانغ الفرصة وهاجم ولاية غوانغ زونغ للإطاحة بالملوك الثلاث أمر ليو بانغ جنوده بالتظاهر بإصلاح الطريق إلى أن فاجأ تشانغ هان الملك الأول على حين غرة هزم تشانغ هان على يد هان في معركتين متتالتين.
واستفاد ليو بانغ من هذا الانتصار واستمر في التغلب وفتح لونغ زي وبي داي وشانغ جو
عندما تلقى شيانغ يو هذه الانباء قام فورا بإجبار الملك هواي بتعيين تشنغ شانغ في منصب حاكم ملك هان
في يان قتل زانغ تو هان غوانغ ونصب نفسه ملك لياودونغ

## معركة بينغ تشينغ
في سنة 205 ق.م وبعد تأسيس قاعدته في غوانغ زونغ تقدم ليو بانغ إلى الشرق من هانجو باس إستعدادا لاحتلال هينان إستسلم سيما شين له ودونغ يي ملك ساي وتشين يانغ ملك هنان بينما رفض شنغ تشانغ (ملك هان) الخضوع له لكنه هزم أصبح ليو بانغ يسطير على غرب البلاد بالكامل.
في الشهر الثالث. هاجم ليو بانغ هنان بمساعدة وي باو ملك غرب وي.
في نفس العام قتل شيانغ يو الإمبراطور يي من تشو إستغل ليو بانغ هذا وأقام مراسم حداد كبيرة واستخدم هذا الحادث كدعاية للحرب ضد تشو.
في الشهر الرابع من سنة 205 ق.م هزم شيانغ يو تيان رونغ وتراجع الأخير نحو بينغ يوان على الرغم من استسلام تشي إلى تشو لكن شيانغ يو لم يسترضي الشعب بدلا من ذلك سمح لجنوده بنهب أراضي تشي قام تيان هينغ شقيق تيان رونغ بتنصيب تيان غوانغ ابن تيان رونغ ملكا على تشي واستمر في قتال تشو.
في هذه الأثناء حشد ليو بانغ 56.000 ألف جندي وقام باحتلال بينغ شينغ
عندما عرف شيانغ يو قاد 30.000ألف جندي نحو بينغ شينغ
هزم ليو بانغ شر هزيمة حتى إن والده وقعا في الاسر وفقد دعم الحكام والملوك المجاورين.

## معركة جينغ سو
بعد هزيمته في بينغ تشينغ انخفضت معنويات جنود ليو بانغ بشكل كبير وإنشق العديد من الملوك الذين إستسلموا له بالإضافة لهذا طالبت مملكة تشي وزاو بالسلام مع تشو.
بعد تراجعه إلى زيا بي شرق دانغ شان أعاد ليوبانغ تنظيم قواته وأرسل رسولا للإقناغ ينغ بو ملك جيو جيانغ وأقنعه بدعمه.
وافق ينغ بو وأعلن تمرده على تشو.
عندما عرف شيانغ يو أرسل لونغ جو لقتال ينغ بو.
في الشهر السادس من عام 205 ق.م عين ليو بانغ إبنه ليو يينغ مدافعا عن يو شيانغ ودمر ليوبانغ أخر جيش من قوات شنغ تشانغ في زينغ بنغ.
على جبهة أخرى لم يتمكن ينغ بو من هزيمة لونغ جو فتخلى عن دولته وإنضم بجيشه إلى ليو بانغ وتعززت قوات هان بالجنود الذين أرسلهم شياو هو نائب ليو بانغ في شيانغ يانغ عاصمة أسرة تشين وقوات الجنرال هان شين.
هاجمت قوات هان قوات تشو في جينغ كادولي وإنتصرت مما أجبر شيانغ يو على العودة إلى شرق تشينغ يانغ.

## معركة أني
في سنة 205 ق.م غادر وي باو ملك وي معسكر ليو بانغ بحجة زيارة الأقارب وعاد سرا وأقسم بدعم شيانغ يو وأعلن التمرد ضد هان وأرسل ليو بانغ جيشا بقيادة هان شين.
خدع هان شين وي باو فعبرت قوات هان إلى أني هزم هان شين وي باو وتم إلقاء القبض عليه لكن ليو بانغ سامحه وعينه جنرالا.
بدأ هان شين مهاجمة مملكة داي. بدعم من جانغ إير ملك شانغ شان السابق وإستولى على شيا سو.

## معركة جينغ شينغ
في سنة 204 ق.م إستسلمت مملكة يان إلى ليو بانغ وعين هان شين جانغ إير ملكا لزاو.
أرسل شيانغ يو جيو شه بإستمرار لمهاجمة زاو لكن هان شين وجانغ إير استمرا في الدفاع عن زاو.
حول شيانغ يو انتباهه نحو ليو بانغ في شينغ يانغ مكان تمركز ليو بانغ.
اضطر ليو بانغ إلى التراجع نحو زاو لكن شيانغ يو حاصره فانسحب نحو أراضي جنراله هان شين شمال النهر الأصفر وتولى ليو بانغ قيادة الجيش لمهاجمة تشي وأرسل ليو بانغ لي بييجي رسولا ليقنع تيان غوانغ ملك تشي بالاستسلام دون إبلاغ هان شين.
قرر تيان غوانغ الاستسلام وأمر قواته بالانسحاب من ليسكيا.
مع عدم علمه هاجم هان شين المملكة وهاجم العاصمة لينزي واعتقد الملك تيان غوانغ أن لي يخدعه فطرده وهدده بالإعدام
تراجع تيان غوانغ نحو جو مي وطلب المساعدة من تشو.
فأرسل شيانغ يو لونغ جو مجددا بقيادة 200ألف جندي ضد هان.
وكإستراتيجية سد هان شين نهر واي وما أن دخل نصف جيش تشي وتشو حتى فتح هان شين السد.
غرق العديد من جنود تشو وتشي وقتل لونغ جو وبالتالي سقطت تشي الآن في يد الجنرال هان شين.
وأرسل مبعوثا لليو بانغ لتنصيبه ملك على تشي.
كان ليو بانغ محاصرا وينتظر الدعم هان شين وعندما وصل رسول هان شين غضب ليو بانغ كثيرًا ولكن وبناء على نصيحة تشانغ ليانغ وافق ليو بانغ على هذا.
شعر شيانغ يو بالخطر بعد هزيمة لونغ جو فقام بإرسال وو هي لإقناع هان شين بالانقلاب على ليو بانغ لكن هان شين رفض هذا وأمر بتنظيم الجيش لمهاجمة تشو.

## معركة تشينغ غاو ومعاهدة قناة هونغ كونغ
على الجبهة الغربية بدأت قوات ليو بانغ في بناء خطوط الإمداد من شينغ يانغ إلى أوكانغ سنة 204ق.م.
بعد الحصار كان جيش هان يعاني من نقص الإمدادات.
فتفاوض ليو بانغ مع شيانغ يو على السلام والتنازل عن أراضي شرق شينغ بانغ أراد شيانغ يو الموافقة لكن فان تشين مستشاره رفض ونصحه بتدمير ليو بانغ وحوصر ليو بانغ داخل المدينة لكن تشن بينغ نصح ليو بانغ برشوة رجال شيانغ يو ب-40.000 قطعة ذهبية لنشر الشائعات بإن فان تشن كان ينوي خيانة شيانغ يي.
في أواخر سنة 204 ق.م عجز شيانغ يو عن سد قوات هان شين التي كانت تابعة لليو بانغ.
نصح لي بي جي ليو بانغ باغتنام الفرصة لمهاجمة شيانغ يو وسيطرت هان على تشينغ غاو وهزم جيش شيانغ يو هزيمة ساحقة بعدها تقدم ليو بانغ نحو غوان وو وحوصرت قوات تشو.
بعد انتصار هان شين في نهر واي انخفضت قوة شيانغ يو.
بعد أشهر قليلة طالب شيانغ يو بالسلام مع ليو بانغ وأطلق سراح والد ووالدة ليو بانغ وإتفقا على السلام وهكذا إنقسمت البلاد بين تشو وهان.

## بداية النهاية
في بداية سنة 203 ق.م كان شيانغ يو يتقهقر غربا وبناء على نصيحة تشانغ ليانغ وتشن بينغ تخلى ليو بانغ عن معاهدة هونغ كونغ وطلب من التابعين هان تشين وينغ بوي البدء في احتلال تشو من ثلاث محاور لكن هان وينغ لم يقوما بتعبئة القوات فهزم ليوبانغ في غولينغ.
فتراجع وعزز دفاعته ووعد هان شين وينغ بوي بالأراضي والألقاب إذا هاجموا معه فوافقوا.

## معركة كاي شيا
بعد ثلاث شهور في سنة 202 ق.م هاجمت قوات هان بقيادة ليو بانغ وهان شين وينغ بوي تشو الغربية.
كان شيانغ يو محاصرا في كاي شيا وأمر هان شين قواته بإن تغني أغاني شعب تشو لخلق انطباع بإن تشو قد سقطت بالكامل فهرب عدد كبير من الجنود.
حاول شيانغ يو الهروب من المعركة بعد أن خسر معظم قواته ولم يتبق معه إلا 28 جندي فقط وإنتحر شيانغ يو بعد وصوله إلى ضفة نهر وو حيث وجد قوات هان في انتظاره لكنه قتل العديد من جنود هان قبل انتحاره.

## تأسيس سلالة هان
بعد وفاة شيانغ يو إستسلم باقي تشو لليو بانغ وباتت البلاد موحدة أخيرا تحت حكم هان.
منح ليو بانغ الجنرالين هان شين وينغ بو مكافأة سخية جدا إذ نصب هان شين ملكا تابعا على تشو وهواينان بينما نصب ينغ بو ملكا على ليانغ.
بعد ذلك بشهور وبإلحاح من أتباعه نصب ليو بانغ نفسه إمبراطورا وسمى نفسه بالإمبراطور غاوزو وأعلن تأسيس سلالة هان العظيمة
وبنى عاصمته في لويانغ
تم نقلها إلى تشانغان بعد أن غير إسمها من شيانغ يانغ إلى تشانغان. ونصب زوجته كإمبراطورة له وجعل من إبنه ليو يينغ وليا لعهده.
وقامت زوجته لاحقا بقتل هان شين لضلوعه في تمرد تشن تشي ثم إتهمت ينغ بو بالتواطؤ معهم فتم إعدامه.
وهكذا تأسست أسرة هان التي دامت نحو 432 سنة بفرعيها هان الغربية(202 ق.ل-95 ق.م)-هان الشرقية(98ق.م-222 ب.م)